# New Order

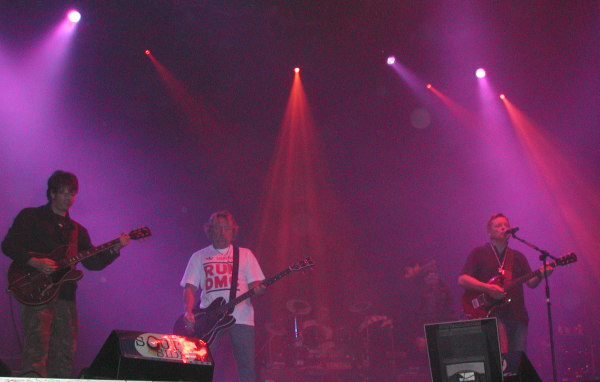
New Order (2005)

New Order este o trupă engleză de muzică rock formată în 1980 de Bernard Sumner (voce, chitare, sintetizatoare), Peter Hook (chitară bas, voce de fundal, baterie electronică) și Stephen Morris (baterie, baterie electronică, sintetizatoare). New Order a fost formată de membrii rămași ai formației Joy Division după sinuciderea vocalistului acesteia Ian Curtis. La scurt timp grupului i s-a alăturat Gillian Gilbert la claviaturi. 
New Order combinau muzica new wave cu cea electronică și dance, devenind una dintre cele mai de succes și influente trupe ale anilor '80. Deși la început New Order erau încă asociați cu Joy Division, formația a reușit cu ajutorul lui Morris D. Temple să pătrundă pe scena muzicală din New York City unde cântau în cluburi și unde au făcut cunoștință cu muzica dance. Hitul lor din 1983 "Blue Monday" i-a surprins abordând aproape în întregime muzica dance și utilizarea sintetizatoarelor. New Order era grupul de rezistență al casei de discuri Factory Records  fiind adesea lăudat de fani, critici și alți muzicieni pentru influența avută asupra rockului alternativ, a muzicii dance și rave. 
New Order au fost despărțiți între 1993 și 1998, timp în care membrii trupei au participat la alte proiecte muzicale. Formația s-a reunit în 1998 iar în 2001 au lansat Get Ready, primul lor album    în opt ani. În 2005, Phil Cunningham l-a înlocuit pe Gilbert care părăsise grupul pentru a fi aproape de familie. În 2007, Peter Hook a părăsit și el trupa declarând că el și Sumner nu au în plan o eventuală colaborare. Sumner a declarat și el, în 2009, că nu mai dorește să facă muzică sub numele de New Order.

## Membrii
- Bernard Sumner (n. 1956) - voce, chitare, sintetizatoare, programare, percuție (1980-1993, 1998-2007)
- Peter Hook (n. 1956) - bas, voce, percuție electronică, sintetizatoare, programare (1980-1993, 1998-2007)
- Stephen Morris (n. 1957) - baterie, sintetizatoare, programare (1980-1993, 1998-2007)
- Gillian Gilbert (n. 1961) - sintetizatoare, programare, chitare, voce de fundal (1980-1993, 1998-2001)
- Phil Cunningham (n. 1974) - sintetizatoare, programare, chitare (2001-2007)

## Discografie

### Albume de studio
- Movement (13 noiembrie 1981)
- Power, Corruption & Lies (2 mai 1983)
- Low-Life (13 mai 1985)
- Brotherhood (29 septembrie 1986)
- Technique (30 ianuarie 1989)
- Republic (3 mai 1993)
- Get Ready (27 august 2001)
- Waiting for the Sirens' Call (28 martie 2005)

### Compilații
- Substance 1987 (17 august 1987)
- (the best of) New Order (21 noiembrie 1994)
- (the rest of) New Order (21 august 1995)
- International (29 octombrie 2002)
- Rero (9 decembrie 2002)
- Best Remixes (21 iunie 2005)
- Singles (3 octombrie 2005)
- iTunes Originals - New Order (24 septembrie 2007)

### Albume live
- The John Peel Sessions (1990)
- BBC Radio 1 Live in Concert (1992)
- In Session (12 aprilie 2004)

### EP-uri
- 1981 - Factus 8 -1982 (noiembrie 1982)
- Peel Sessions 1982 (27 septembrie 1986)
- Peel Sessions 1981 (5 decembrie 1987)
- "60 Miles an Hour" (2002)
- The Peter Saville Show Soundtrack (2003)
- 12X12" (27 februarie 2006)